# いこい (静岡鉄道管理局)

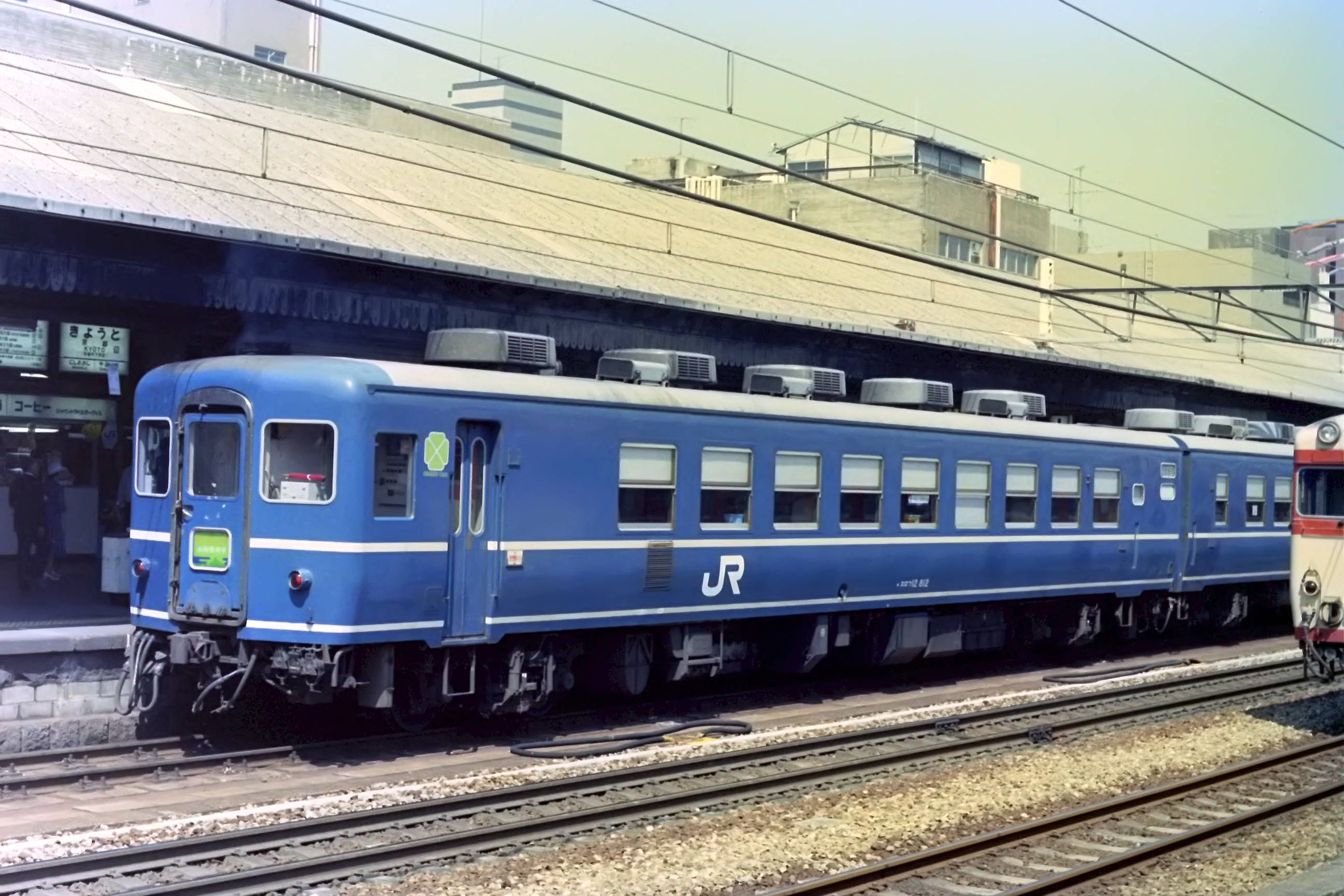
スロフ12 812
1987年4月 京都駅

いこいは、日本国有鉄道（国鉄）が1982年（昭和57年）に改造製作し、1987年（昭和62年）の国鉄分割民営化後は東海旅客鉄道（JR東海）に1997年（平成9年）まで在籍した鉄道車両（和式客車）である。後年、ジョイフルトレインと呼ばれるようになった車両の一種である。

## 概要
国鉄静岡鉄道管理局が1982年に落成させた、車内を畳敷きにした和式客車（お座敷列車）である。6両編成の全車が12系客車より改造されており、両端の車両はスロフ12形800番台、中間の車両はオロ12形800番台である。改造は名古屋工場が担当した。
各車の構造は、先行する東京北鉄道管理局のお座敷列車（後の「なごやか」）に準じているが、中間車の冷房装置が1個撤去され、休憩室の側窓が幅の狭いユニットサッシのままなのが異なる。
各車の愛称は、静岡局管内の河川名から採られ、全車両がグリーン車扱い。
- 1号車 スロフ12 811「豊川」定員44人（スハフ12 19）
- 2号車 オロ12 821「天竜川」定員46人（オハ12 66）
- 3号車 オロ12 822「大井川」定員46人（オハ12 67）
- 4号車 オロ12 823「安倍川」定員46人（オハ12 185）
- 5号車 オロ12 824「富士川」定員46人（オハ12 187）
- 6号車 スロフ12 812「狩野川」定員44人（スハフ12 20）

## 沿革
当初は沼津客貨車区に配置されていたが、同区の廃止に伴い沼津機関区に転属。さらに、JR化後に名古屋車両区に転属し、沼津に常駐する形に変更された。当初の所属区所から「ヌマ座」または「旧ヌマ座」と呼ばれていた。主に静岡地区の団体臨時列車に運用された。
- 1982年3月 運行開始。
- 1987年4月 JR東海に継承。
- 1997年2月27日 最後の営業運転[2]。
- 1997年3月 廃車。